# Simtex
Simtex, formellt SimTex, var en amerikansk datorspelsutvecklare grundad av Steve Barcia. Företaget utvecklade bland annat spel åt Microprose. Simtex försvann tyst från marknaden under utvecklingen av "Guardians: Agents of Justice".

## Utvecklade spel
- 1830: Railroads & Robber Barons (1995)
- Master of Magic (1994)
- Master of Orion (1993)
- Master of Orion 2 (1996)